# Elezioni generali in Botswana del 2014
Le elezioni generali in Botswana del 2014 si tennero il 24 ottobre per il rinnovo dell'Assemblea nazionale.

## Risultati
| Liste | Voti    | %     | Seggi |
| --- | ------- | ----- | ----- |
| Partito Democratico del Botswana | 320.647 | 46,46 | 37    |
| Ombrello per il Cambiamento Democratico - Fronte Nazionale del Botswana - Partito Popolare del Botswana - Movimento per la Democrazia del Botswana | 207.113 | 30,01 | 17    |
| Partito del Congresso del Botswana | 140.998 | 20,43 | 3     |
| Indipendenti | 21.484  | 3,11  | -     |
| Totale | 690.242 |       | 57    |